# San Pedro Nopala (kommun)
San Pedro Nopala är en kommun i Mexiko.   Den ligger i delstaten Oaxaca, i den sydöstra delen av landet, 250 km sydost om huvudstaden Mexico City.
Följande samhällen finns i San Pedro Nopala:
- San Pedro Nopala
- Yosocuno